# Луговой мотылёк
Лугово́й мотылёк (лат. Loxostege sticticalis) — вид бабочек из семейства огнёвки-травянки, многоядный вредитель.

## Описание
Выражен половой диморфизм: самцы меньше самки. Размах крыльев самцов достигает 18—20 мм, самок — 20—26 мм. Передние крылья окрашены в серовато-коричневые цвета, на них расположены бурые пятна и желтоватая полоса вдоль их наружного края. Окраска задних крыльев серая. У самцов усики пильчатые, у самок — нитевидные.

## Особенности биологии
Продолжительность жизни имаго составляет 4—20 дней. Бабочки активны в сумерках. Одно поколение развивается в Нечернозёмной зоне; два поколения — в лесостепных и северных степных районах, в Сибири и на Дальнем Востоке; три-четыре поколения развиваются — в южных степных районах, на Северном Кавказе и в Закавказье.
Лёт бабочек отмечается в различные сроки в зависимости от участка ареала и часто является растянутым: имаго перезимовавшего поколения летают — в мае-июне, первого поколения — в июне-июле, второго поколения — июле-августе, третьего и четвёртого поколений — в августе-сентябре.

## Жизненный цикл
Самка после спаривания откладывает от 30 до 300 яиц, максимально до 600 яиц. Яйца самкой откладываются на нижние стороны листьев кормовых пород деревьев, группами по 2—3, реже — по одному. Продолжительность стадии яйца 2—15 дней. Гусеницы под конец своего развития достигают длины 35 мм. Окраска гусениц весьма изменчивая, варьируется от светлой зелёной (при низкой численности) до серо-зелёной, порой почти чёрной (при высокой численности). На спине и по бокам проходят тёмные полосы. Голова чёрная со светлым рисунком. Стадия гусеницы длится 10—30 дней. Сперва гусеницы находятся на листьях под сплетением из нитей шелковины, в более поздних возрастах начинают питаться уже открыто, объедая листья, а иногда и стебли. Зимуют гусеницы в коконах в почве. Стадия куколки длится от 7 до 38 дней. Окраска куколки может быть от светло-желтой до тёмно-коричневой.

## Ареал и численность
Вид распространён в Европе, Азии и Северной Америке. Высокая численность наблюдалась в Болгарии, Румынии, Венгрии, Сербии, Хорватии, Боснии и Герцеговины, Словении, Черногории, Македонии, Австрии, Чехии, Словакии, Польше, Украине, Молдавии, Монголии, Китае, Турции, Ираке. В России наиболее высокая численность наблюдается в лесостепной, степной зонах и южной части таёжной зоны. Бабочки лугового мотылька отмечались и в более северных районах в периоды обширных вспышек массового размножения и достигали линии Смоленск — Тверь, Ярославль, Киров, Пермь. Залёт бабочек лугового мотылька отмечался и на территорию Якутии. Однако неподходящие климатические условия приводят к вымиранию вредителя на этих территориях в течение одного-двух поколений. Отсутствие благоприятной для развития мотылька кормовой базы и не слишком благоприятные погодно-климатические условия в странах Балтии, Фенноскандии и на Камчатке позволяют рассматривать эти регионы только как территории возможного заноса вредителя в годы массового размножения, где он не способен длительно поддерживать своё развитие.

## Миграции
Изучением постоянных миграций лугового мотылька с территории Восточного Казахстана на юг Западной Сибири долгие годы (60-е - 80-е годы XX века) занимался И.Б.Кнор. В последние десятилетия описан залёт огромной стаи лугового мотылька из Северо-Восточного Китая на территорию Хабаровского края в 2008 г., когда "в ночь на 1 августа в Бычихе (окрестности Хабаровска) неожиданно появилось огромнейшее количество бабочек; число прилетевших особей за одну ночь на свет можно оценить примерно в 10 тыс. особей. В связи с тем, что некоторые из них были несколько полётанными, а размеры бабочек несколько превышали размеры особей, собранных в прошлые годы, можно сделать вывод, что стая лугового мотылька прилетела из Китая. Примерно через неделю, 7-8 августа, после продолжительного циклона, эти бабочки уже регистрировались В.В. Дубатоловым в Комсомольске-на-Амуре (Силинский парк и Пивань), где количество регистрируемых особей местами превышало нескольких сотен экземпляров на квадратный метр. К 12-13 августа значительно меньшее их количество достигло окрестностей Николаевска-на-Амуре (Архангельское). В 2009 году бабочки благополучно перезимовали по крайней мере в Киселёвке, но их численность в 2009 году была значительно ниже."

## Хозяйственное значение
Бабочка относится к группе особо опасных многоядных вредителей, проявляющих свою вредоносность в периоды подъёма численности и массового размножения, происходящих с цикличностью в 10—12 лет. Наибольший ущерб наносит сахарной свёкле, многолетним бобовым, подсолнечнику, гороху, конопле, кукурузе, овощным растениям. Способен повреждать ячмень, пшеницу, сорго, картофель. Заселяет более 200 видов дикорастущих и сорных растений, на которых популяции сохраняются и развиваются в фазы снижения численности и депрессии.